# Niko – Ein Rentier hebt ab
Niko – Ein Rentier hebt ab ist ein Weihnachtsanimationsfilm, der 2008 als deutsch-finnisch-dänisch-irische Koproduktion entstand. Am 5. November 2009 kam das Familienabenteuer über Freundschaft, Familie und Weihnachtszauber in die deutschen Kinos. Die Fortsetzung ist ein 3D-Film mit dem Titel Niko 2 – Kleines Rentier, großer Held, sie startete am 1. November 2012 in den deutschen Kinos.

## Handlung
Das kleine Rentier Niko ist nicht wie die anderen Tiere der Herde. Denn sein Vater ist eines der legendären fliegenden Rentiere, die den Schlitten des Weihnachtsmannes ziehen. Seit Niko denken kann, träumt er deshalb davon, seinen großen Helden kennenzulernen. Und er träumt davon, selbst fliegen zu lernen – denn angeblich vererbt sich dieses magische Talent von Vater zu Sohn. Angespornt von dem gutherzigen und etwas tollpatschigen Flughörnchen Julius unternimmt der eifrige Niko einen Flugversuch nach dem anderen. Sie alle enden jedoch mit Bruchlandungen. Kein Wunder, dass die anderen Tiere Niko belächeln und verspotten. Trotzdem hat Niko nicht vor, aufzugeben.
Als er eines Tages versehentlich zwei wilde Wölfe namens Specs und Smiley in das Tal führt, in dem seine Rentierherde seit Jahren von Feinden unbemerkt lebt, kommt es fast zur Katastrophe. Nur durch großes Glück kommen alle Rentiere bei dem Angriff der Wölfe mit dem Leben davon. Doch jetzt ist Niko endgültig davon überzeugt, dass in dieser Herde kein Platz für ihn ist, denn alle scheinen ihn danach zu hassen. Gemeinsam mit Julius macht er sich auf, das geheime Land des Weihnachtsmannes zu finden.
Unterdessen sinnt das Rudel Wölfe, zu dem Specs und Smiley gehören, auf Rache – und schiebt schlimmen Kohldampf! Specs hat einmal vorgeschlagen, auf vegetarische Kost umzusatteln, in dem Fall auf simples Moos, aber die anderen schenkten ihm kaum Beachtung. Jetzt steht plötzlich eine niedliche, rosa Pudeldame vor ihnen. Die war mit Herrchen und Frauchen in der Nähe auf Ski-Urlaub und hat sich auf dem Rückweg von der Piste verlaufen. Der bösartige "schwarze Wolf", der das Rudel anführt, nimmt die Hündin prompt ins Rudel auf. Der Pudel soll sie als Glücksbringer auf ihrem neuen Kreuzzug begleiten. Der diabolische Plan der Raubtiere: Sie wollen das Land des Weihnachtsmannes überfallen. Dort wollen sie erst die fliegenden Rentiere fressen und dann den Weihnachtsmann persönlich verspeisen. Sie wären dann "die fliegenden Wölfe vom Weihnachtsmann" und zu allem Überfluss würde deren Anführer auch noch den Platz vom Weihnachtsmann einnehmen; man stelle sich nur die köstlichen, kleinen Mädchen und Buben vor, die alle auf seinen Besuch warten! Das wäre eine schöne Bescherung!
Inzwischen treffen Niko und Julius auf ihrer Reise gen Norden auf das kesse und verrückte Wieselmädchen Wilma, das allein durch die Gegend streift und von einer Karriere als Sängerin träumt. Doch dann begegnen sie erneut den Wölfen: Als Niko von einem Schneesturm überrascht und eingeschneit wird und dadurch vorerst unbemerkt von deren hinterhältigem Plan erfährt, hat er es doppelt eilig, den Weihnachtsmann zu finden und ihn vor der drohenden Gefahr zu warnen. Die Wölfe haben ihn nämlich, kurz nachdem er ihren Plan erfahren hat, gefunden und fast gekriegt. Nur Dank Wilma haben er und Julius überlebt. Gott sei Dank kennt Wilma den Weg. Sie schloss sich dem Duo nämlich an. Zwischen Niko, Julius und Wilma sowie den bösartigen Wölfen beginnt ein spannendes und aberwitziges Wettrennen voller verrückter Zwischenfälle und dramatischer Ereignisse.
Die drei Helden schaffen es mit knappem Vorsprung, das magische Land zu erreichen. Doch als Niko vor den fliegenden Rentieren steht, ist die Enttäuschung groß. Nicht nur, dass die berühmten Schlittenzieher ein eitler und eingebildeter Haufen sind – sie glauben Niko und seinen Freunden nicht viel von der drohenden Gefahr, da es bisher noch kein einziger Wolf durch das lebensgefährliche Eislabyrinth vor dem Eingang zum Weihnachtsmann geschafft hat. Und dann kann Niko nicht einmal herausfinden, welches der Rentiere sein Vater ist. Ja, bei ihren Flügen durch die Welt haben sie so manche Rentierdame kennengelernt, aber an Nikos Mama Oona kann sich keiner erinnern. Hat seine Mutter Niko womöglich angelogen?
Dann fallen plötzlich die Wölfe in das Land des Weihnachtsmannes ein. Und wie reagieren die heldenhaften Rentiere? Sie schlottern, bibbern und verstecken sich! Schnell wird klar, wer die wirklichen Helden sind: Niko, Julius und Wilma stellen sich den grimmigen Raubtieren todesmutig entgegen. Doch was sollen drei kleine Fluchttiere gegen ein ganzes Rudel hungriger Raubtiere ausrichten können? Es scheint ein aussichtsloser Kampf zu sein – bis in letzter Sekunde dann plötzlich ein Wunder geschieht…

## Hinter den Kulissen
Niko – Ein Rentier hebt ab nahm seinen Anfang im Anima-Vitae-Studio in Helsinki. Das im Jahre 2000 gegründete Animationsstudio war vor Niko ausschließlich mit Auftragsarbeiten für Werbespots sowie Fernsehserien und Filmen beschäftigt.
Im Jahre 2003 beschloss Anima Vitae jedoch, einen eigenen animierten Spielfilm zu produzieren. An Zweiflern an diesem Plan mangelte es nicht, schließlich war nie zuvor ein Animationsfilm in Finnland produziert worden.
Das Know-how für hochwertige 3D-Animationen existiert in Europa schon lange. Doch einen ganzen Spielfilm in dieser Technik herzustellen, stellt hier noch immer eine große Herausforderung dar. Die europäischen Studios sind relativ klein, und eine Kooperation mit anderen Studios erfordert eine gute Organisation und tadellose Kommunikation.
Bei Niko gab es ein reges Miteinander vieler verschiedener Partner, damit das Endprodukt eine Qualität besitzen würde, die sich mit den Filmen der großen Hollywood-Studios messen kann.

## Synchronisation
Die deutsche Synchronisation wurde von Interopa Film in Berlin durchgeführt. Für die Dialogregie war Matthias von Stegmann zuständig.
| Rolle            | Originalsprecher   | Deutscher Sprecher   |
| ---------------- | ------------------ | -------------------- |
| Niko             | Andrew McMahon     | Pete Stefanov        |
| Julius           | Norm MacDonald     | Olaf Reichmann       |
| Wilma            | Emma Roberts       | Barbara Schöneberger |
| Oona             | Susan Slott        | Sabine Arnhold       |
| Schwarzer Wolf   | Alan Stanford      | Ingo Albrecht        |
| Specs            | Paul Tylack        | Rainer Fritzsche     |
| Smiley           | Gavin Morgan       | Thomas Nero Wolff    |
| Essie            | Susan Zelouf       | Irina von Bentheim   |
| Dasher           | Morgan Jones (XIV) | Detlef Bierstedt     |
| Großvater        | Patrick Fitzsymons | Peter Groeger        |
| Prancer          | Paul Tylack        | Dennis Schmidt-Foß   |
| Rentier-Anführer | Gary Hetzler       | Tilo Schmitz         |
| Saga             | Carly Baker        | Katharina Ritter     |

## Auszeichnungen
22. Cinekid Festival 2008
- Cinekid Lion Award der Jury
- Audience Award als Bester Film

Jussi 2008
- Bester Film
- Bestes Drehbuch

Europäischer Filmpreis 2009
- Nominierung in der Kategorie European Film Academy für Animationsfilm

Deutsche Film- und Medienbewertung
- „Prädikat wertvoll“-Siegel